# Мера-Бенида, Нурия
Нурия Мера-Бенида (араб. نورية مراح بنيدة‎, род. 19 октября 1970, Алжир) — алжирская бегунья на средние дистанции, олимпийская чемпионка 2000 года на дистанции 1500 метров.
На старте своей спортивной карьеры специализировалась в спринте и барьерном беге. В 1991 году выиграла национальный чемпионат на дистанции 400 метров. Переключившись на бег на средние дистанции, выиграла Панарабский чемпионат 1995 года на 1500 метров. Становилась чемпионкой Алжира на различных дистанциях 15 раз.
Принимала участие в чемпионатах мира 1997 и 1999 годов, но остановилась на стадии предварительных забегов.
Первого успеха добилась на Всеафриканских играх в 1999 году, на которых завоевала две серебряные медали на дистанциях 800 и 1500 метров.
Сенсационно победила на дистанции 1500 метров на Олимпиаде в Сиднее, опередив румынок Виолету Секеи и Габриэлу Сабо. В том же году стала третьей в финале Гран-при ИААФ, а также победила на дистанции 1500 метров и завоевала серебряную медаль на 800 метров на чемпионате АФрики. Позднее показала аналогичные результаты на этих дистанциях на континентальном чемпионате 2006 года.